# Stefan Starzyński
Stefan Bronisław Starzyński (19. srpna 1893, Varšava, Ruské impérium – 21./23. prosince 1939, Varšava nebo okolí, okupované Polsko) byl polský politik, ekonom, publicista, voják a primátor města Varšavy v letech 1934–1939. V roce 1939 během útoku vojsk nacistického Německa vedl výbor obrany města.
Na pozici primátora města byl necelá dvě volební období. V roce 1938 ve volbách svojí pozici obhájil. Za pět let, kdy Varšavu spravoval, nechal zbudovat 2 000 000 km² pevných silnic, vzniklo 44 nových škol, bylo vybudováno národní muzeum, vznikly 2 nové parky a byla zahájena příprava výstavby varšavského metra.
Po okupaci Polska Německem byl zatčen Gestapem a několikrát uvězněn. Pokoušel se uniknout z vězení, zemřel za nepříliš zdokumentovaných okolností. Dnes po něm nese název řada veřejných prostranství jak ve Varšavě, tak i ve zbytku Polska.